# Bosnie-Herzégovine aux Jeux paralympiques d'hiver de 2018
La Bosnie-Herzégovine participe aux Jeux paralympiques d'hiver de 2018 à Pyeongchang, en Corée du Sud, du 9 au 18 mars 2018. Il s'agit de la troisième participation du pays aux Jeux paralympiques d'hiver.

## Composition de l'équipe
La délégation bosnienne n'est composée que d'une athlète prenant part aux compétitions dans un sport.

### Ski alpin
- Sarajka Ilma Kazazić